# Matthew Macdonald
Matt Macdonald, né le 15 mars 1999 à Auckland, est un rameur d'aviron néo-zélandais spécialiste du huit.

## Palmarès

### Jeux olympiques
- 2020 à Tokyo,  Japon
  -  Médaille d'or en huit[1]

- 2024 à Paris : medaille d'argent en quatre sans barreur